# Trichospermum
Trichospermum  es un género de fanerógama con 58 especies perteneciente a la familia Malvaceae. Se encuentra en  Malasia y América tropical.

## Descripción
Son árboles; con ramas, inflorescencias, envés de las hojas, nervio principal y nervios en la haz con indumento de tricomas estrellados; plantas dioicas. Hojas ovado-lanceoladas, margen entero o más comúnmente serrulado, frecuentemente serrado-glandulares, nervios basales laterales casi tan desarrollados como el nervio principal, 2 o 3 pares de nervios laterales más pequeños en la mitad apical de la lámina, curvados y unidos cerca al margen, nérvulos terciarios más o menos paralelos entre el nervio principal y los laterales basales, 5–7 nervios sublaterales entre los laterales basales y el margen, domacios frecuentemente presentes en las axilas de los nervios; estípulas caducas. Inflorescencias paniculiformes o umbeliformes, axilares o terminales, bractéolas caducas, epicáliz ausente, flores 5-meras; sépalos libres, caducos; pétalos más o menos ligulados, algo más cortos que los sépalos, retusos a bífidos en el ápice, rosado-blanquecinos o morado-azulados, base con una glándula grande redondeada a lobada; androginóforo desnudo, coronado por un urcéolo ondulado y densamente velutino rodeando la base de los estambres, estambres 15 (estaminodios presentes en las flores pistiladas), filamentos libres, anteras subglobosas, mediifijas, versátiles, dehiscencia longitudinal; ovario súpero, (pistilodio rudimentario presente en las flores estaminadas), sésil sobre el androginóforo, 2 (3)-locular, numerosos óvulos por lóculo. Fruto cápsula comprimida en sentido contrario a la partición, coriácea, con dehiscencia loculicida casi hasta la base por 2 valvas; semillas numerosas, discoides, largamente ciliadas en el margen.

## Taxonomía
El género fue descrito por Carl Ludwig Blume y publicado en Bijdragen tot de flora van Nederlandsch Indië 56–57. 1825.

## Especies seleccionadas
| - Trichospermum arachnoideum - Trichospermum australe - Trichospermum burretii - Trichospermum buruensis - Trichospermum calyculatum - Trichospermum caribaeum - Trichospermum colombianum | - Trichospermum cuneatum - Trichospermum cymbiforme - Trichospermum discolor - Trichospermum eriopodum - Trichospermum fauroensis - Trichospermum mexicanum (DC.) Baill. - guacimilla de Cuba, majagüilla macho de Cuba, emajagua de Puerto Rico. |